# Lavandula antineae
Espèce
Lavandula antineae est une espèce de plantes à fleurs de la famille des Lamiaceae. C'est une Lavandes endémique des montagnes du Sahara central, à savoir le Hoggar et le Tassili n'Ajjer en Algérie, le Tibesti et le plateau de l'Ennedi au Tchad ainsi que le Jebel Marra au Soudan. 

## Appellations vernaculaires
En tamachek, la langue des Touaregs, Lavandula antineae est nommée « tehenok », « égéyeï », « adjoa » et « djei », le nom « tenat » étant utilisé pour qualifier également l'autre lavande présente dans le Hoggar : Lavandula coronopifolia.

## Description

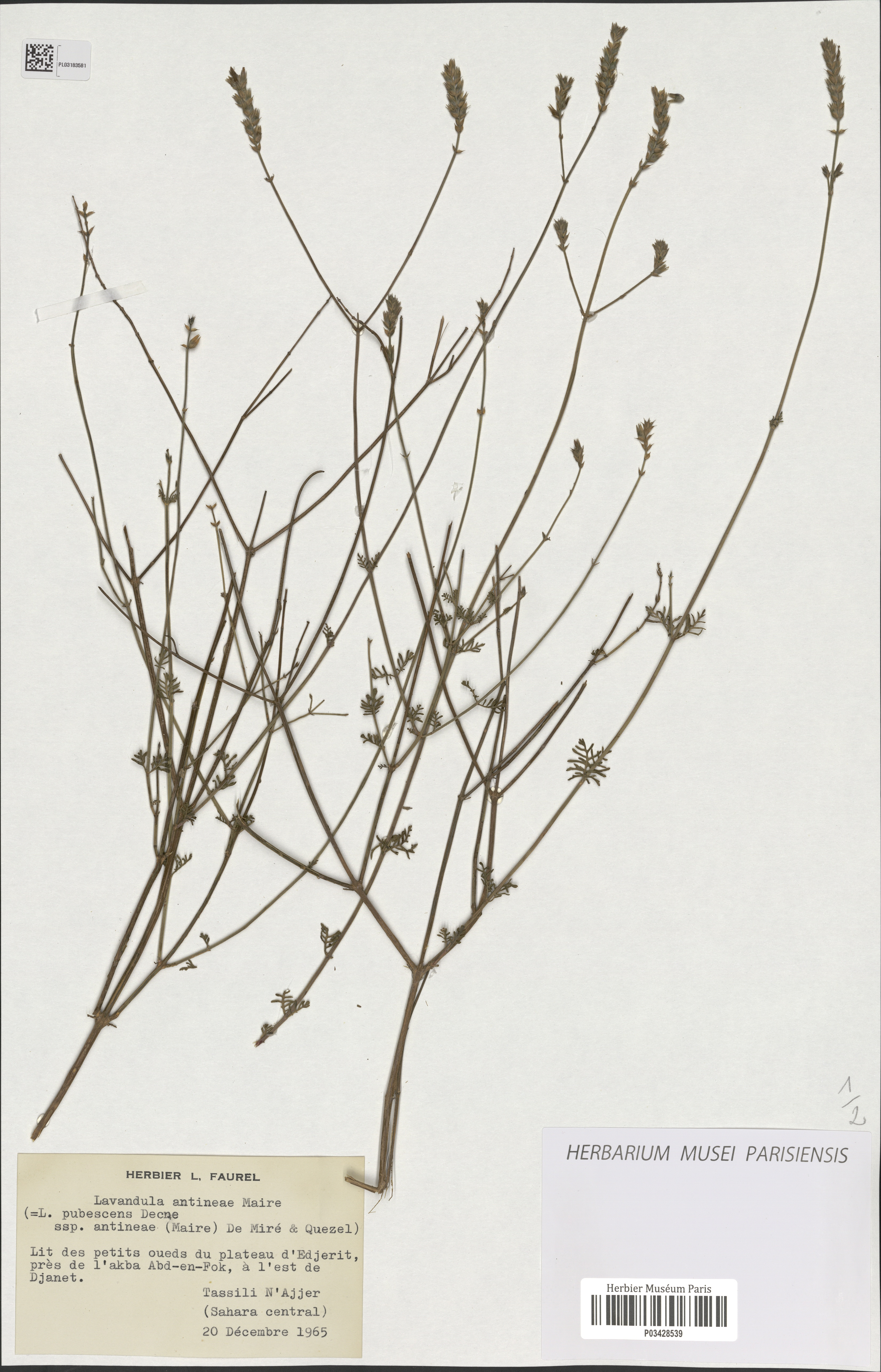
Exsiccata de Lavandula antineae de l'herbier du Muséum national d'histoire naturelle de Paris récolté dans un petit oued du plateau d'Edjerit en Algérie.

Lavandula antineae est une plante vivace ligneuse souvent dotée d'un gros tronc et dont les tiges mortes persistent souvent. Les tiges feuillues mesurent de 30 à 50 cm et sont couvertes d'un indumentum de poils blancs crochus et courts, de longs poils grossiers, simples à bifides, la tige devenant glabre dans sa moitié supérieure. Les feuilles sont étroitement elliptiques, pennatiséquées, avec des lobes secondaires typiques dans la zone inférieure. Les lobes des feuilles sont linéaires plus ou moins obovales et recouverts d'un indumentum de poils courts crochus,. 
L'inflorescence est formée de fleurs en épis compacts de 2 à 6 cm de haut. Elle est munie de bractées de 3 à 4 mm de long ovo-elliptiques à l'apex typique acuminé et comportant trois veines principales, les deux externes se ramifiant près de la base donnant naissance à cinq autres veines. La fleur bleu foncé est composée d'un calice de 5 à 6 mm de long à quatre lobes étroitement triangulaires. Le tube de la corolle mesure de 10 à 12 mm de long et s'élargit en coupe dans le tiers supérieur,.
L'ensemble de la plante dégage un parfum puissant de lavande.

### Confusions possibles
Lavandula antineae se caractérise par des tiges avec un indumentum de poils blancs, courts et crochus, une bractée ovoïde-acuminée et une corolle en forme de tube s'évasant en coupe sur environ un tiers de la longueur totale,. 
Lavandula coronopifolia s'en distingue par des tiges moins longues, des épis particulièrement minces et lâches ainsi que des fleurs plus petites au limbe étroit d'un bleu pâle,.

### Variabilité
René Maire a décrit trois formes qui se distinguent par la forme du lobe supérieur du calice moyen :
- Lavandula antineae f. typica[3] : avec un lobe triangulaire aussi large qu'il est large[4] ;
- Lavandula antineae f. platynota[3] : avec un lobe de calice plus largement triangulaire[4] ;
- Lavandula antineae f. stenonota : avec un lobe étroitement elliptique légèrement plus large que les autres lobes[4]. Cette dernière forme est désormais traitée comme une espèce distincte : Lavandula saharica Upson & Jury, 2004 d'une distribution équivalente à L. antineae[5].

## Écologie et distribution
Lavandula antineae est endémique des montagnes rocheuses de 750 à 2 200 m d'altitude du Sahara central où elle peut être assez fréquente,. 
Ces altitudes élevées, moins chaudes que les plaines désertiques sont des refuges de plantes issues de reliquats méditerranéens et tropicaux, leur proportion s'accentuant avec l'altitude. Étant isolées des espèces méditerranéennes des mêmes genres, elles se sont petit à petit spécifiées. Dans le Hoggar, on retrouve ainsi non seulement Lavandula antineae mais également Olea europaea subsp. laperrinei, un olivier ainsi que Myrtus nivellei, une myrte. Chaque massif montagneux étant également un isolat en lui même, on distingue trois sous-espèces de Lavandula antineae bien définies géographiquement : 
- Lavandula antineae subsp. antineae Maire 1929 : Hoggar (Algérie) et Aïr (Niger)[7] ;
- Lavandula antineae subsp. tibestica Upson & Jury 2003, massif du Tibesti (Tchad)[8] ;
- Lavandula antineae subsp. marrana Upson & Jury 2004, Jebel Marra (Soudan) et Jabel Gurgeil (Tchad)[8].